# 羅盧姆省
羅盧姆省（法語：Loroum）是布基納法索北部大區東北部的一個省，面積3,592平方公里。2006年人口142,990人。首府蒂塔奧。
本區下轄四縣。